# Cantó de Saint-Léger-sous-Beuvray
El cantó de Saint-Léger-sous-Beuvray és un cantó francès del departament de Saona i Loira, situat al districte d'Autun. Té 7 municipis i el cap és Saint-Léger-sous-Beuvray.

## Municipis
- La Comelle
- Étang-sur-Arroux
- La Grande-Verrière
- Saint-Didier-sur-Arroux
- Saint-Léger-sous-Beuvray
- Saint-Prix
- Thil-sur-Arroux

## Història
| Data d'elecció                           | Identitat         | Partit               | Qualitat |
| ---------------------------------------- | ----------------- | -------------------- | -------- |
| 1945-1955                                | M. Bondeau        | RPF, després radical |          |
| 1955-1981                                | Gabriel Bouthière | radical, després MRG |          |
| 1981-2011                                | Robert Jacquemard | PRG                  |          |
| 2011-                                    | Dominique Commeau | Divers gauche PRG    |          |
| les dades anteriors no són pas conegudes |                   |                      |          |
|                                          |                   |                      |          |

## Demografia
| A partir de 1990: Població sense dobles comptes |